# Union und Rhein Versicherungs-AG
Die Union und Rhein Versicherungs-AG war eine deutsche Versicherungsgesellschaft im Bereich von Feuer-, Einbruchdiebstahl- und Beraubungs-, Glas-, Leitungswasserschäden-, Transportversicherung, Unfall-, Haftpflicht-, Kraftfahrzeug-, Filmausfall- und sonstigen Schadenversicherungen sowie der Rückversicherung. Sie war im August 1873 als Union Allgemeine Versicherungs-AG gegründet worden. Im Jahre 1926 wurde sie mit der Der Rhein Versicherungs-AG verschmolzen und firmierte unter "Union und Rhein". 1931 übernahm sie die in Schwierigkeiten geratene „Rothenburger Feuerversicherungs-AG“ in Görlitz und 1932 die “Hovad Allg. Versicherungs-AG” in Berlin.
Nach dem Krieg wurde der Verwaltungssitz zunächst nach Köln, 1958 dann nach München verlegt.
Die Gesellschaft ging 1982 in der "Magdeburger Feuerversicherungs-Gesellschaft", Hannover, auf, welche 1994 in der "Vereinte Versicherung" aufging.